# 布克爾
布克爾（荷蘭語：Boekel）是荷蘭的一個市鎮，位於荷蘭南部，在行政區劃上屬於北布拉班特省。

## 外部連結
- 官方网站